# Djamonomine
Djamonomine (ou Djamonimine) est un village du Cameroun situé dans le département du Haut-Nyong et la région de l'Est, sur la route qui relie Doumé à Abong-Mbang. Il fait partie de la commune de Doumé.

## Population
En 1965-1966, la localité comptait 128 habitants, principalement des Maka Mboan, un sous-groupe des Maka. Lors du recensement de 2005 on y dénombrait 214 personnes.